# Pedro Cunha Cruz
Dom Pedro Cunha Cruz (Rio de Janeiro, 16 de junho de 1964) é um bispo católico brasileiro, atual bispo de Nova Friburgo.

## Biografia
De 1987 a 1990 fez seus estudos de Filosofia na Universidade Estadual do Rio de Janeiro e a faculdade de Teologia na PUC-Rio, entre os anos de 1986 a 1989. Em Roma, obteve o Mestrado em Teologia Moral na Pontifícia Universidade Gregoriana e o Doutoramento em Filosofia na Pontifícia Universidade da Santa Cruz, de 1993 a 1996.
Aos 4 de agosto de 1990 recebeu a ordenação sacerdotal. No mesmo ano foi vigário paroquial da Paróquia Cristo Operário e Santo Cura d'Ars. No ano seguinte foi pároco da Paróquia São Francisco de Assis. De 1991 a 1993 foi Diretor dos Estudantes no Seminário São José. Até 1998 foi pároco da Paróquia Santa Teresa de Jesus; a partir de 1998 foi pároco da paróquia Santa Rita de Cássia; ainda foi professor de Filosofia na PUC-Rio e diretor da Faculdade Eclesiástica de Filosofia João Paulo II na Arquidiocese do Rio de Janeiro.
Aos 24 de novembro de 2010, foi nomeado pelo Papa Bento XVI como bispo-auxiliar da Arquidiocese de São Sebastião do Rio de Janeiro. Recebeu a ordenação episcopal em 5 de fevereiro de 2011, 
Na Arquidiocese do Rio de Janeiro exerceu os seguintes encargos: vigário geral; animador do Vicariato Episcopal Leopoldina e Urbano, Iniciação Cristã e Catequese; Escola de Fé e Política; Liturgia; Música Sacra; Arte Sacra; das Pastorais Sociais; Curso de Doutrina Social da Igreja; Pastoral Vocacional; Seminário Arquidiocesano; Comissão de Ordem e Ministérios; Professor do Seminário São José e da PUC-Rio.
No dia 20 de maio de 2015, foi nomeado pelo Papa Francisco como bispo-coadjutor da diocese da Campanha, sendo instalado a 11 de julho do mesmo ano, e passando a auxiliar ao bispo diocesano Dom Frei Diamantino.
Em 25 de novembro de 2015, recebeu a nomeação de bispo diocesano da Diocese da Campanha, após a renúncia de dom Diamantino ter sido aceita pelo papa.
Na Conferência Nacional dos Bispos do Brasil, Dom Pedro é Bispo referencial da Pastoral da Educação e Cultura do Regional Leste 2 e também referencial da Comissão Episcopal Pastoral para a Doutrina da Fé da CNBB.
Em 2 de julho de 2025, foi nomeado pelo Papa Leão XIV foi nomeado Bispo de Diocese de Nova Friburgo.